# GS Group
GS Group é um conglomerado industrial sul coreano sediada em Seul, que atua em diversos ramos da economia.

## Subsidiarias
- GS E&C
- GS Energy
  - GS Caltex

- Haeyang City Gas
- GS Mbiz
- AMCO
- GS Greentech
- GS Park24
- GS EcoMetal

- GS Power

- GS Entec
- Seorabol City Gas
- GS Platech
- GS Nanotech
- GS FuelCell
- GS Sports
  - FC Seoul
  - GS Caltex Seoul KIXX
- SamilPolymer
- PCT
- DeajungEM
- Sal de Vida Korea